# 10-Undecinsäure
10-Undecinsäure ist eine längerkettige lineare ungesättigte Carbonsäure mit endständiger Ethinylgruppe. Sie kann durch Bromierung und Dehydrobromierung von 10-Undecensäure hergestellt werden, welche einfach aus Rizinusöl zugänglich ist. 10-Undecinsäure besitzt fungizide Eigenschaften.

## Herstellung
10-Undecinsäure wird durch Addition von Brom an die endständige Doppelbindung von 10-Undecensäure und anschließende zweifache Abspaltung von Bromwasserstoff mit Natriumamid in flüssigem Ammoniak nach fraktionierter Destillation und zweimaliger Umkristallisation aus Petrolether in einer Ausbeute von 38–42 % erhalten.
Die Reinausbeute beträgt nach einer ähnlichen Verfahrensvariante nach Verdampfen des Ammoniaks und einmaligem Umkristallisieren aus Hexan über 85 %.
Die Dehydrobromierung liefert auch in wesentlich vereinfachter Weise unter Phasentransferbedingungen mit Aliquat 336 (Methyltrioctylammoniumchlorid) und gepulvertem Natriumhydroxid in 1,2-Dimethoxyethan 10-Undecinsäure mit einer Ausbeute von 81 %. Ein ähnlicher Prozess ist auch in Polyethylenglycol als Lösungsmittel mit quantitativer Ausbeute beschrieben.

## Eigenschaften
10-Undecinsäure ist ein weißer bis schwach gelb gefärbter, geruchloser und kristalliner Feststoff, der sich bei Raumtemperatur nur sehr wenig in Wasser löst. Dagegen ist die Säure in kurzkettigen Alkoholen, wie Methanol, Ethanol, Isopropanol, sowie in Dichlormethan und DMSO gut löslich.
10-Undecinsäure wird ohne Beleg als ein natürliches Fungizid („a natural fungicide“) bezeichnet (die fungizide Wirkung der 10-Undecinsäure ist hingegen umfangreich belegt). In der Europäischen Union und in der Schweiz ist 10-Undecinsäure nicht als Pflanzenschutzwirkstoff zugelassen.

## Anwendungen
10-Undecinsäure eignet sich zur Stabilisierung von Gold-Nanoteilchen, indem eine damit versetzte Gold(III)-chlorid-Lösung neutralisiert und anschließend erhitzt wird, wobei die typisch leuchtend rote Farbe kolloidalen Golds auftritt.
Aus 10-Undecinsäure ist durch Veresterung mit Methanol der 10-Undecinsäuremethylester erhältlich, der in einer Thiol-In-Kupplungsreaktion mit Mercaptoethanol zum 10,11-Bis(hydroxyethylthio)undecansäure-methylester umgesetzt werden und nach Reduktion der Methylestergruppe als Polyol-Komponente für Polyurethane mit guter Bioverträglichkeit Verwendung finden kann.
Der Methylester kann ferner durch übergangsmetallkatalysierte Cyclotrimerisierung und anschließende Hydrierung der Methylesterfunktion in ein für segmentierte Polyurethane interessantes sternförmiges Triol überführt werden.
11-Iod-10-undecinsäure, die durch Iodierung von 10-Undecinsäure im Alkalischen entsteht, sowie deren Zinksalz und Phenylester zeigen bis zu 100-fach höhere fungizide Wirkung als 10-Undecensäure.
Über ihre reaktive Ethinylgruppe kann 10-Undecinsäure in einer asymmetrischen Acetylen-Kupplung Cadiot-Chodkiewicz-Kupplung mit Bromalkinolen in Gegenwart von Kupfer(I)-chlorid zu langkettigen ω-Hydroxycarbonsäuren verknüpft werden. die dazu benötigten Bromalkinole lassen sich durch Bromierung der Ethinylgruppe mit Hypobromit darstellen.
Mit 1-Brom-pentin-5-ol wird 14-Hydroxy-10,12-hexadecadiinsäure in einer Ausbeute von 75 % d.Th. erhalten und kann an einem Platinkontakt mit 98%iger Ausbeute zur gesättigten ω-Hydroxyhexadecansäure hydriert werden.
Langkettig substituierte scheibenförmige Mesogene als Grundkörper kolumnarer Flüssigkristallphasen lassen sich in einer Steglich-Veresterung mit Dicyclohexylcarbodiimid/4-(Dimethylamino)pyridin von 10-Undecinsäure mit einer Hydroxytriphenylen-Verbindung gewinnen. Aus dem erhaltenen Ester kann durch eine mit Dicobaltoctacarbonyl-katalysierte [2+2+2]-Cycloaddition ein sternförmiges Trimer gebildet werden, das interessante flüssigkristalline Eigenschaften aufweist.
10-Undecinsäure kann als Anker für funktionelle Moleküle an Kohlenhydrate, wie z. B. Stärke dienen. Die durch Lipolase katalysierte enzymatische Veresterung liefert Stärke-10-undecinoat, an dessen terminale Ethinylgruppe über eine Cu(I)-katalysierte Azid/Alkin-Cycloaddition (s. auch Click-Chemie) azidfunktionalisierte Fluoreszenzlabel oder azidderivatisiertes Biotin gebunden werden, das markiertes Streptavidin zu binden vermag.
10-Undecinsäure ist Ausgangsmaterial für Pheromon-Synthesen, z. B. dem Insektenlockstoff (10E)-Dodecenylacetat.